# Arenibek
Arenibek est une communauté qui réside à Nauru, autour de la lagune Buada, elle-même située dans le district homonyme et qui forme une dépression au sein du plateau. Il s'agit de la seule zone habitée du pays hors de la mince bande côtière qui fait le tour de l'île.
La population (estimée à 673 habitants en 2002) y est répartie aux abords de la route qui ceinture la lagune Buada, elle-même reliée à la Island Ring Road, la route principale de Nauru. On y trouve un temple protestant.
Arenibek se trouve au nord de Yaren, la capitale.

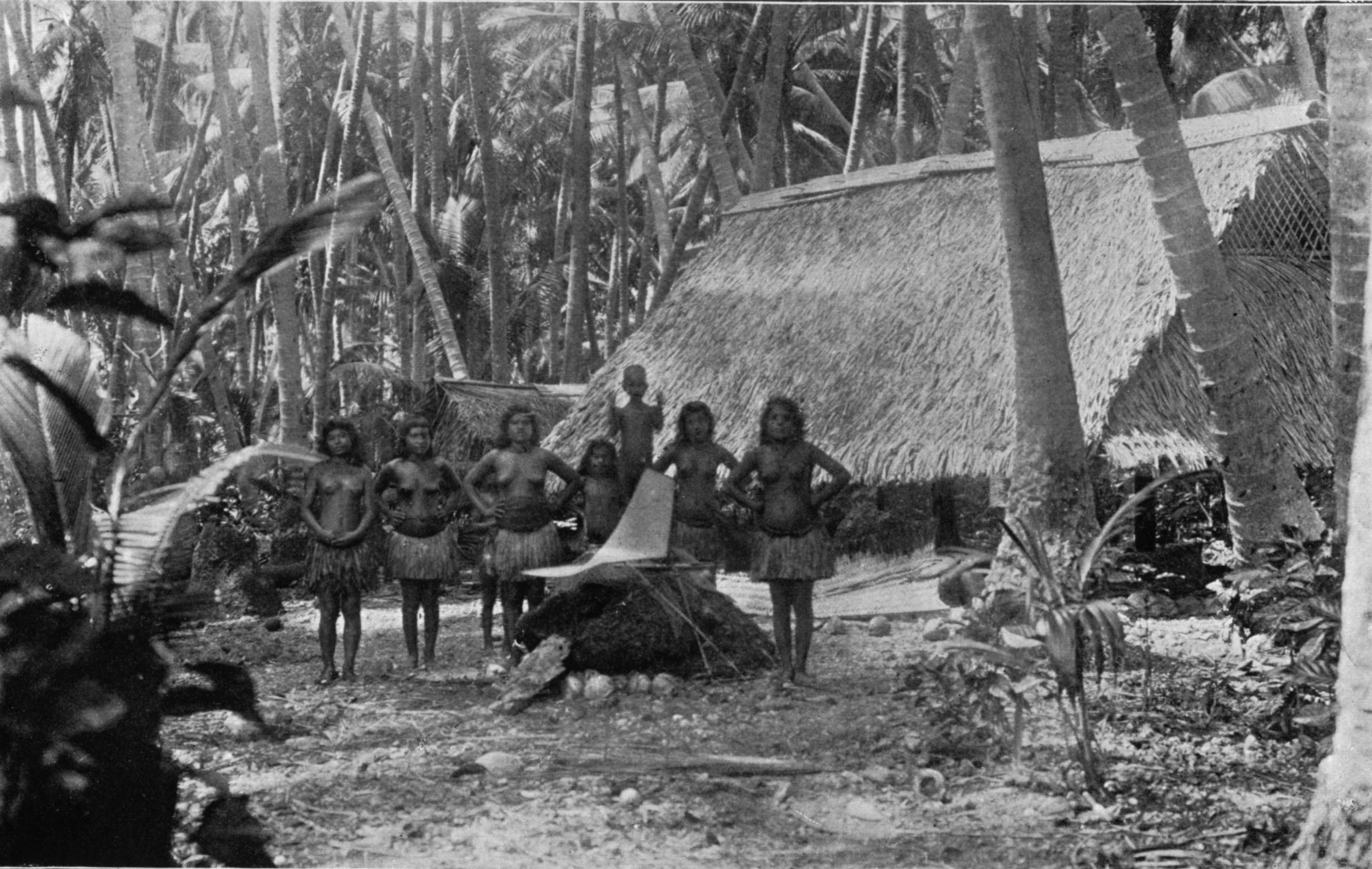
Une scène à Arenibek en 1896.